# Leptarctia adnata
Leptarctia adnata är en fjärilsart som beskrevs av Jean Baptiste Boisduval 1869. Leptarctia adnata ingår i släktet Leptarctia och familjen björnspinnare. Inga underarter finns listade i Catalogue of Life.